# Conospermum ericifolium
Conospermum ericifolium es un arbusto delgado perteneciente a la familia Proteaceae originaria del este de Australia. El hábitat es más secos de bosques o páramos de eucaliptos.

## Distribución y hábitat
Parcialmente visto alrededor de Sídney, aunque individuos dispersos se encuentran tan al sur como la Bahía de Jervis. La floración se produce a partir de fines de invierno hasta la primavera.

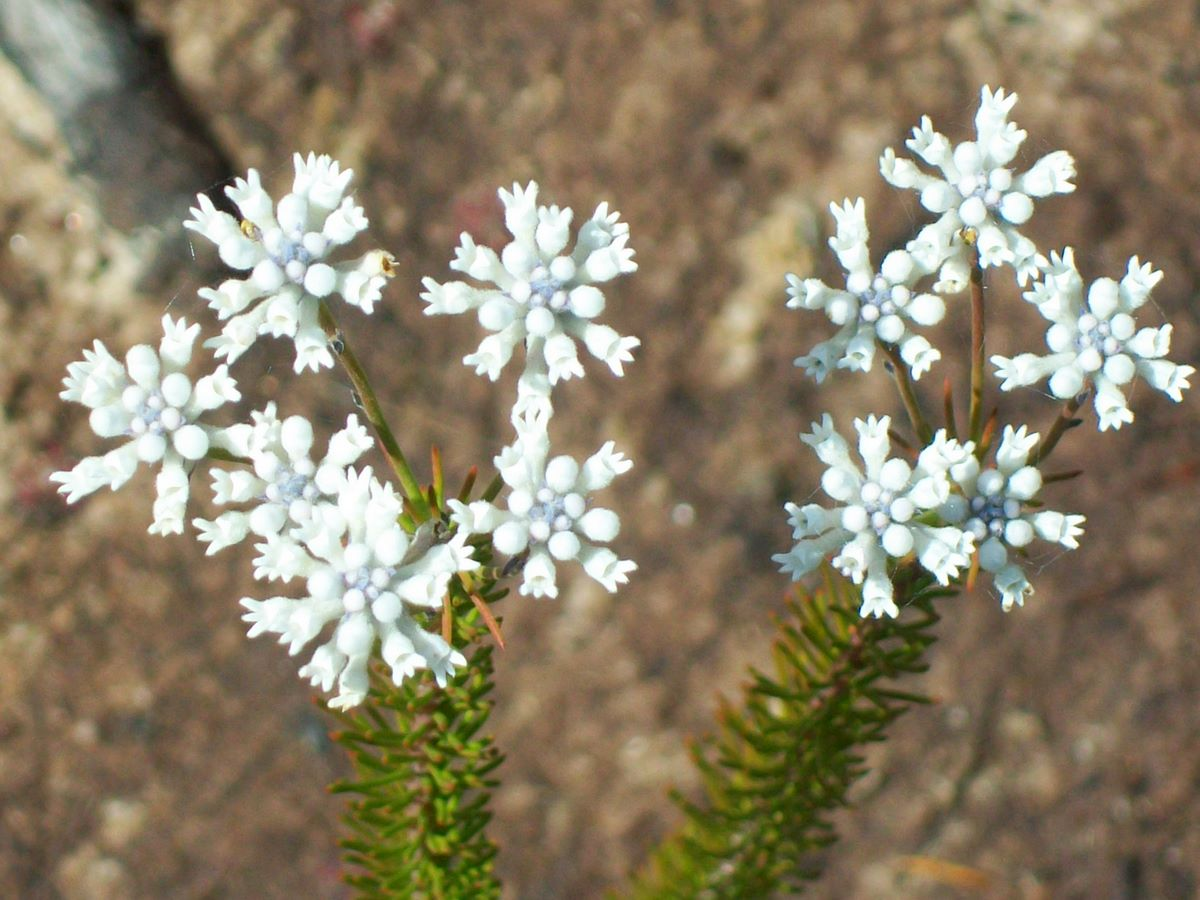
Parque nacional Ku-ring-gai Chase, Australia

## Taxonomía
Conospermum ericifolium fue descrito por James Edward Smith y publicado en The cyclopædia; or, Universal dictionary of arts, sciences, and literature 9: 4. 1807.
Etimología
Conospermum: nombre genérico que deriva de las palabras griegas:
conos = "cono" y spermum = "semilla", con referencia a la forma de la núcula.
ericifolium: epíteto latíno que significa "con las hojas de Erica".